# Micropora normani
Micropora normani är en mossdjursart som beskrevs av Levinsen 1909. Micropora normani ingår i släktet Micropora och familjen Microporidae. Inga underarter finns listade i Catalogue of Life.